# Арбатакс
Арбатакс (итал. Arbatax) је насеље у Италији у округу Ољастра, региону Сардинија.
Према процени из 2011. у насељу је живело 2272 становника. Насеље се налази на надморској висини од 16 м.